# Лейзир, Эдвард
Эдвард Пол Лейзир (англ. Edward Paul Lazear; 17 августа 1948 — 23 ноября 2020) — американский экономист.
Бакалавр (1971) и магистр (1971) Калифорнийского университете (Лос-Анджелес); доктор философии (1974) Гарвардского университета. Профессор Чикагского университета (1985—1992). С 1992 года Лейзир — профессор Стэнфордского университета. Президент Общества экономики труда (1998).
Председатель Совета экономических консультантов при президенте США (2006—2009).

## Основные произведения
- «Распределение доходов домохозяйств» (Allocation of Income within the Household, 1988, в соавторстве с Р. Майклом):
- «Переходная экономика в Восточной Европе и России: реалии реформы» (Economic Transition in Eastern Europe and Russia: Realities of Reform, 1995);
- «Персональная экономика для менеджеров» (Personnel Economics for Managers, 1998);
- «Экономический империализм» (Economic Imperialism, 2000).